# Asja Bonitz
Asja Bonitz (* 1981 in Berlin) ist eine deutsche Autorin.

## Leben und Wirken
Ab dem 18. Lebensjahr hat Asja Bonitz ein Studium der Gesellschafts- und Wirtschaftskommunikation aufgenommen, das sie 2009 mit einer Promotion in Neuerer deutscher Literatur an der Humboldt-Universität zu Berlin abschloss. Seit 2010 arbeitet sie selbstständig als Werbetexterin sowie als Autorin von mehrern Kinderbüchern und Beiträgen in einigen Anthologien.

## Bibliographie

### Kinder- und Jugendliteratur
- Myka und die Versteckschule. Illustrationen: Mele Brink. Edition Pastorplatz, Aachen 2015. ISBN 978-3-943833-13-3.
- Ballula Kugelfee. Illustrationen: Mele Brink. Edition Pastorplatz, Aachen 2016. ISBN 978-3-943833-16-4.
- Lilly, die Lügenmaus [durchgestrichen] Lesemaus. Illustrationen: Mele Brink. Edition Pastorplatz, Aachen 2018. ISBN 978-3-943833-27-0.
- Das Staubmaushaus. Illustrationen: Mele Brink. Edition Pastorplatz, Aachen 2018. ISBN 978-3-943833-25-6.
- Abenteuer im Schlafanzug. Illustrationen: Mele Brink. Edition Pastorplatz, Aachen 2022. ISBN 978-3-943833-53-9.

### Sachbuch
- Postschöpferische Werkreflexion – eine Untersuchung der aktuellen Haltung deutschsprachiger Gegenwartsautorinnen und -autoren zu ihren vollendeten Büchern. Humboldt-Universität, Dissertation, Berlin 2009